# Klubi Futbollit Erzeni Shijak
Il Klubi Futbollit Erzeni Shijak è una società calcistica con sede a Shijak in Albania.
Nella stagione 2024-2025 milita nella Kategoria e Parë, la massima divisione del campionato albanese.

## Storia
Il club è stato fondato nel 1931 e disputa le serie minori fino alla pausa dei campionati causati dallo scoppio della seconda guerra mondiale. Alla ripresa dell'attività agonistica prende parte al torneo di seconda divisione e viene promosso in Kategoria e Parë, all'epoca il massimo campionato. Conclude il torneo al terzo posto nel proprio girone ma a causa di una riforma del campionato viene retrocesso. Ritorna in massima serie vent'anni dopo, nella Kategoria e Parë 1965-1966, terminata all'ultimo posto e quindi retrocesso nuovamente.
La terza ed ultima promozione risale alla stagione 2000-2001. Nella Kategoria Superiore 2001-2002 termina al dodicesimo posto mentre l'anno successivo viene retrocesso. Viene ulteriormente retrocesso nella terza serie, dove milita anche nella stagione 2011-2012.

## Stadio
Il club gioca i suoi incontri casalinghi nello Stadiumi Tefik Jashari, impianto dotato di 4.000 posti.

## Palmarès

### Competizioni nazionali
- Kategoria e Parë: 1

1964-1965
- Kategoria e Dytë: 2

1962, 1980-1981

### Altri piazzamenti
- Coppa d'Albania:

Semifinalista: 1948
- Kategoria e Parë:

Secondo posto: 1950, 1951, 1959, 1962-1963, 2000-2001

## Organico

### Rosa 2022-2023
Aggiornata al 1º febbraio 2023.
| N. |                               | Ruolo | Calciatore                |
| -- | ----------------------------- | ----- | ------------------------- |
| 1  | Albania (bandiera)            | P     | Sulejman Hoxha            |
| 3  | Albania (bandiera)            | D     | Mario Teqja               |
| 5  | Albania (bandiera)            | D     | Gëzim Krasniqi (capitano) |
| 6  | Albania (bandiera)            | C     | Ervis Kllari              |
| 7  | Macedonia del Nord (bandiera) | A     | Ilirid Ademi              |
| 8  | Croazia (bandiera)            | C     | Amir Kahrimanović         |
| 9  | Albania (bandiera)            | C     | Rejnaldo Troplini         |
| 10 | Albania (bandiera)            | A     | Igli Dekavelli            |
| 11 | Macedonia del Nord (bandiera) | A     | Florijan Kadriu           |
| 12 | Albania (bandiera)            | P     | Dashamir Xhika            |

| N. |                               | Ruolo | Calciatore     |
| -- | ----------------------------- | ----- | -------------- |
| 14 | Albania (bandiera)            | C     | Denis Troplini |
| 15 | Macedonia del Nord (bandiera) | D     | Nehar Sadiki   |
| 16 | Albania (bandiera)            | A     | Anton Lleshi   |
| 17 | Albania (bandiera)            | C     | Noel Konduri   |
| 18 | Albania (bandiera)            | D     | Denis Biba     |
| 19 | Albania (bandiera)            | C     | Armand Pasha   |
| 23 | Slovenia (bandiera)           | C     | Marko Krivičič |
| 25 | Albania (bandiera)            | D     | Ardit Peposhi  |
| 33 | Macedonia del Nord (bandiera) | D     | Xhelil Asani   |

### Rosa 2016-2017
| N. |                    | Ruolo | Calciatore                |
| -- | ------------------ | ----- | ------------------------- |
| 1  | Albania (bandiera) | P     | Sulejman Hoxha            |
| 2  | Albania (bandiera) | D     | Elert Kalluci             |
| 3  | Albania (bandiera) | D     | Mario Teqja               |
| 6  | Albania (bandiera) | C     | Ervis Kllari              |
| 7  | Albania (bandiera) | C     | Denis Troplini (capitano) |
| 8  | Albania (bandiera) | A     | Armin Kllari              |
| 9  | Albania (bandiera) | C     | Rejnaldo Troplini         |
| 10 | Albania (bandiera) | A     | Igli Dekavelli            |
| 11 | Albania (bandiera) | C     | Ermir Rezi                |
| 12 | Albania (bandiera) | P     | Erildo Gjoka              |
| 15 | Albania (bandiera) | A     | Andri Tema                |

| N. |                    | Ruolo | Calciatore         |
| -- | ------------------ | ----- | ------------------ |
| 16 | Albania (bandiera) | A     | Anton Lleshi       |
| 17 | Albania (bandiera) | C     | Noel Konduri       |
| 18 | Albania (bandiera) | D     | Denis Biba         |
| 19 | Albania (bandiera) | C     | Armand Pasha       |
| 20 | Albania (bandiera) | D     | Ermal Vathi        |
| 21 | Albania (bandiera) | D     | Myslim Ramilli     |
| 22 | Albania (bandiera) | D     | Shaqir Stafa       |
| 24 | Albania (bandiera) | D     | Emilian Lundraxhiu |
|    | Albania (bandiera) | D     | Taulant Sefgjinaj  |
|    | Albania (bandiera) | A     | Klaudio Hyseni     |

## Staff tecnico
- Allenatore:  Alfred Deliallisi
- Vice-Allenatore: ?
- Team Manager: ?
- Preparatore dei portieri: ?
- Preparatore atletico: ?
- Medico sociale: ?